# Pahlavan Mahmud

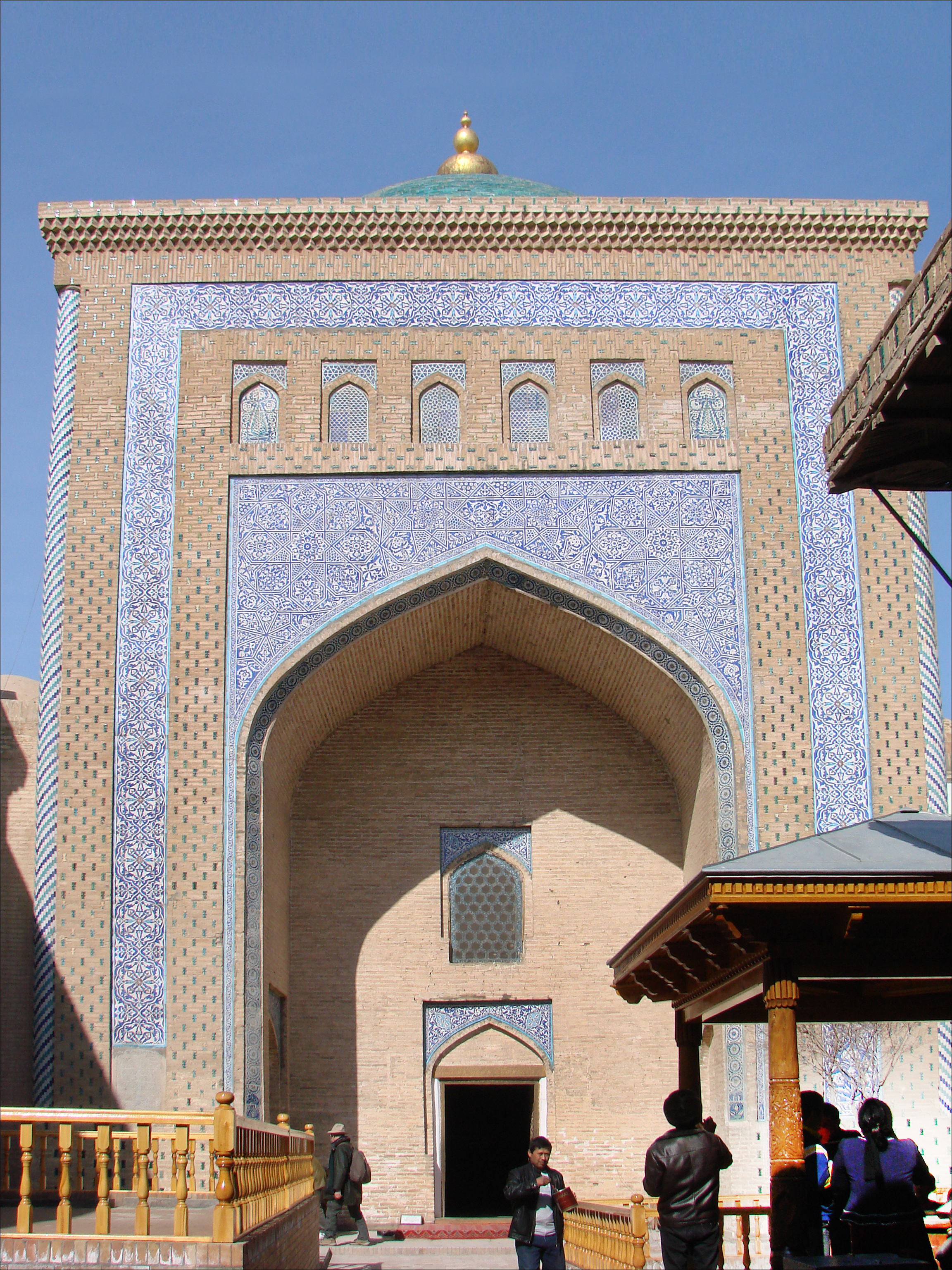
Mausoleo de Pahlavan Mahmud en Jiva, Uzbekistán.

Pahlavan Mahmud Khwarazmi (1247-1325), a veces transcrito como Pakhlavan Mahmoud o Makhmud en Uzbekistán (la kh debería pronunciar como jota en castellano), y también como Pourya-ye Vali en Irán, fue un poeta, sufí y guerrero célebre que acabó por convertirse en el santo patrón de la ciudad de Jiva, en Uzbekistán. Una leyenda dice que fue enterrado en esta ciudad, en su propio taller, que se transformó en un mausoleo. Otra leyenda dice que fue enterrado en la ciudad iraní de Khoy.

## El mausoleo
La leyenda cuenta que Mahmud murió en 1322 y fue enterrado en 1325 en el patio de su vivienda-taller en Jiva. En 1701 se levantó en ese lugar un mausoleo, que no tardó en convertirse en un lugar sagrado, decorado con los clásicos mosaicos azules y blancos otorgados al khan de la ciudad. Entre 1810 y 1835, el mausoleo se amplió y se enterraron en ese lugar otros personajes, incluidos miembros de la familia del khan. Finalmente, a finales de ese mismo siglo se añadieron una mezquita, una madrasa y varios locales de beneficencia para los peregrinos. En Irán se cree que su tumba se encuentra en la ciudad de Khoy, en la provincia de Azerbaiyán Occidental.
En 1959, los soviéticos cerraron la tumba y el lugar se transformó en un museo de la Historia Revolucionaria. Tras la independencia, el lugar se ha convertido en objeto de peregrinación.

## Biografía
Pahlavan Mhamud tuvo varios nombres, Palvan Pir, en su oficio de luchador, Pirar Vali, como poeta antirreligioso, y Mahmud, el peletero y sombrerero.  El sobrenombre de Qtaly procede del nombre por el que era conocido en Irán, Pourya-ye Vali.
Mhamud nació en Corasmia en 1247. Su padre era originario de Urganch. A causa de la amenaza mongola, la familia huyó a Jiva, y el niño nació por el camino, cerca de la aldea de Qiyat. Creció fuerte y sano, hasta el punto de que participó en numerosos combates de lucha libre, en torneos llamados kurash, hasta el punto de convertirse en un número uno. Se dice que luchó en Irán, Pakistán y la India. Era famoso por su carácter generoso.
Amante de los apodos, adoptó numerosos nombres, Palvanpir, Piryovali, Puryoyvali, “lider de los hombres valientes”, “maestro de héroes” y, entre otros, “hombre santo”, debido a que también alcanzó un alto rango en el sufismo. Como sufista, debía de tener un oficio, y continuó en la profesión de sus maestros, fabricante de vestidos de piel y sombreros. Perteneció a la orden sufí de Khilvati, que preconizaba el celibato, y no se casó.
La historia de Pahlavan quedó registrada en la obra de numerosos escritores posteriores. Su obra no se conoce completamente. Se sabe que escribió un libro de poemas titulado Kanz ol-Haghayegh' (El tesoro de las verdades), en persa. 